# 5 mm/35 SMc
El 5 mm/35 SMC es un cartucho de alto rendimiento de 5 mm (.20 calibre). Fue diseñado por Michael "Mic" McPherson y Smalley Byrom, y como todos sus otros diseños llevan el apodo "SMC", además de estar patentados, con su respectivo derecho de autor.

## Descripción
Los cartuchos de SMC se han desarrollado en un intento de producir un cartucho de combinación eficiente de bajo retroceso, bajo calor, y alta velocidad.
Este prototipo de munición está disponible por encargo, en la empresa Savage Arms. Las patentes son para los cartuchos  7210260, 7086336 y 2003079639.